# USS Kretchmer (DE-329)
USS Kretchmer (DE-329/DER-329) là một tàu hộ tống khu trục lớp Edsall từng phục vụ cùng Hải quân Hoa Kỳ trong Chiến tranh Thế giới thứ hai. Nó là chiếc tàu chiến duy nhất của Hải quân Hoa Kỳ được đặt cái tên này, theo tên Thiếu úy Hải quân Raymond Joseph Kretchmer (1917-1942), người từng phục vụ cùng tàu tuần dương hạng nặng Astoria (CA-34) và đã tử trận ngày 9 tháng 8, 1942 trong Trận chiến đảo Savo. Nó đã phục vụ cho đến khi chiến tranh kết thúc, xuất biên chế năm 1946. Sau một thời gian bỏ không trong thành phần dự bị, nó được xếp lại lớp như một tàu hộ tống khu trục cột mốc radar DER-329, rồi tiếp tục phục vụ từ năm 1956 đến năm 1973, và đã từng tham gia các hoạt động trong cuộc Chiến tranh Việt Nam. Con tàu cuối cùng bị bán để tháo dỡ vào năm 1974. Kretchmer được tặng thưởng năm Ngôi sao Chiến trận do thành tích phục vụ tại Việt Nam.

## Thiết kế và chế tạo
Lớp Edsall có thiết kế hầu như tương tự với lớp Cannon dẫn trước; khác biệt chủ yếu là ở hệ thống động lực Kiểu FMR do được trang bị động cơ diesel Fairbanks-Morse dẫn động qua hộp số giảm tốc đến trục chân vịt. Đây là cấu hình động cơ được áp dụng rộng rãi trên tàu ngầm, được chứng tỏ là có độ tin cậy cao hơn so với lớp Cannon.
Vũ khí trang bị bao gồm ba pháo 3 in (76 mm)/50 cal trên tháp pháo nòng đơn có thể đối hạm hoặc phòng không, một khẩu đội pháo phòng không Bofors 40 mm nòng đôi và tám pháo phòng không Oerlikon 20 mm. Vũ khí chống ngầm bao gồm một dàn súng cối chống tàu ngầm Hedgehog Mk. 10 (có 24 nòng và mang theo 144 quả đạn); hai đường ray Mk. 9 và tám máy phóng K3 Mk. 6 để thả mìn sâu. Con tàu vẫn giữ lại ba ống phóng ngư lôi Mark 15 21 inch (533 mm), và được trang bị radar SC dò tìm không trung và mặt biển. Thủy thủ đoàn đầy đủ bao gồm 186 sĩ quan và thủy thủ.
Kretchmer được đặt lườn tại xưởng tàu của hãng Consolidated Steel Corporation ở Orange, Texas vào ngày 28 tháng 6, 1943. Nó được hạ thủy vào ngày 31 tháng 8, 1943, được đỡ đầu bởi cô Betty Kretchmer, em gái Thiếu úy Kretchmer, và nhập biên chế cùng Hải quân Hoa Kỳ vào ngày 13 tháng 12, 1943 dưới quyền chỉ huy của Hạm trưởng, Đại úy Hải quân Robert Claude Wing.

## Lịch sử hoạt động

### 1944 - 1946
Sau khi hoàn tất việc chạy thử máy huấn luyện tại khu vực Bermuda, Kretchmer khởi hành từ Charleston, South Carolina vào ngày 15 tháng 2, 1944 để hoạt động tại vùng biển Caribe. Đặt căn cứ tại Port-of-Spain, Trinidad, nó hộ tống các đoàn tàu vận tải đi đến Cuba và Bermuda, cho đến khi lên đường đi Key West, Florida vào ngày 2 tháng 5. Nó được phân công hỗ trợ huấn luyện cho một không đoàn máy bay ném bom-ngư lôi trong ba tuần, rồi khởi hành từ Charleston vào ngày 8 tháng 6, làm nhiệm vụ hộ tống vận tải vượt Đại Tây Dương để đi sang Châu Âu. Xuất phát từ Curaçao, Tây Ấn thuộc Hà Lan, nó hộ tống một đoàn tàu vận tải hướng đến Naples, Ý để chuẩn bị cho Chiến dịch Dragoon, cuộc đổ bộ của lực lượng Đồng Minh lên miền Nam nước Pháp. Sau khi quay trở về Hoa Kỳ vào ngày 16 tháng 7, nó còn thực hiện thêm một chuyến đi sang Naples vào mùa Hè năm đó.
Trong giai đoạn từ ngày 20 tháng 9, 1944 đến ngày 27 tháng 4, 1945, Kretchmer còn thực hiện năm chuyến hộ tống vận tải vượt đại dương khác từ New York sang các cảng Anh Quốc. Sau khi chiến tranh kết thúc tại Châu Âu, nó chuẩn bị để được điều động sang khu vực Mặt trận Thái Bình Dương. Con tàu đi đến vùng biển Hawaii vào ngày 5 tháng 7, và rời Trân Châu Cảng vào ngày 1 tháng 8. Tuy nhiên lúc nó còn đang trên đường hướng sang Philippines, Nhật Bản đã chấp nhận đầu hàng vào ngày 15 tháng 8, giúp chấm dứt vĩnh viễn cuộc xung đột.
Phục vụ tại Viễn Đông cho đến ngày 1 tháng 4, 1946, Kretchmer tham gia các nhiệm vụ chiếm đóng và hồi hương, bao gồm cùng tàu hộ tống khu trục Thomas J. Gary (DE-326) di tản những cựu tù binh chiến tranh Đồng Minh khỏi các trại tập trung tại Cơ Long, Đài Loan vào tháng 9, 1945. Nó cũng hoạt động hộ tống, rà phá thủy lôi và vận chuyển thư tín giữa các cảng Trung Quốc. Rời Hong Kong vào ngày 1 tháng 4, 1946 để quay trở về Hoa Kỳ, con tàu đi ngang qua Ấn Độ Dương, kênh đào Suez và Địa Trung Hải trước khi về đến Charleston, South Carolina vào ngày 29 tháng 5. Nó được cho xuất biên chế tại Green Cove Springs, Florida vào ngày 20 tháng 9, 1946, và được đưa về Hạm đội Dự bị Đại Tây Dương.

### 1956 - 1973
Kretchmer được cải biến thành một tàu hộ tống khu trục cột mốc radar, xếp lại lớp và mang ký hiệu lườn mới DER-329 vào ngày 21 tháng 10, 1955. Nó được cho tái biên chế trở lại vào ngày 22 tháng 9, 1956 dưới quyền chỉ huy của Hạm trưởng, Thiếu tá Hải quân Charles Fenton Fadeley. Sau khi hoàn tất việc chạy thử máy tại vùng biển Caribe, nó đi đến Boston, Massachusetts vào ngày 18 tháng 12 để phục vụ như cột mốc radar trong Đường cảnh báo sớm từ xa - (DEW: Distant Early Warning) Line - ngoài khơi bờ Đông tại hàng rào Đại Tây Dương, nhằm cảnh báo sớm khả năng bị máy bay ném bom chiến lược hay tên lửa đạn đạo đối phương tấn công. Trong vai trò này, con tàu đặt cảng nhà tại Newport, Rhode Island trong giai đoạn từ năm 1957 đến năm 1962, và đã thực hiện các chuyến đi sang Châu Âu vào các năm 1958, 1961 và 1962. Vào tháng 8, 1961, nó đã cứu vớt sáu người từ chiếc tàu đánh cá Iceland MV Sleipnir bị đắm tại vùng biển Bắc Đại Tây Dương.
Sau vụ Khủng hoảng tên lửa Cuba, Kretchmer rời Newport vào ngày 23 tháng 11, 1962 để tuần tra ngoài khơi bờ biển phía Nam Hoa Kỳ. Trong khi phục vụ canh phòng máy bay cho tàu sân bay USS Essex (CV-9) ngoài khơi Key West, Florida, nó đã cứu vớt hai ngư dân đánh bắt tôm từ chiếc MV Ala, sau khi chiếc tàu đánh cá này bị hư hại do bị máy bay tiêm kích MiG của Cuba tấn công. Vào ngày 21 tháng 2, 1963, trong khi Kretchmer hộ tống canh phòng cho Ala, một máy bay MiG-17 của Cuba đã bốn lượt bay ngang các con tàu trước khi rút lui do có sự xuất hiện của các máy bay Thủy quân Lục chiến Hoa Kỳ.
Kretchmer tiếp tục phục vụ tại khu vực Đại Tây Dương cho đến ngày 21 tháng 5, 1965, khi nó đi vào Xưởng hải quân Boston để được đại tu trước khi được điều động sang khu vực Tây Thái Bình Dương. Nó khởi hành từ Newport, Rhode Island để đi sang Guam thuộc quần đảo Mariana, và sau chặng dừng tại Trân Châu Cảng đã đi đến Agana vào ngày 2 tháng 8, nơi nó gia nhập Hải đội Hộ tống 7 và đặt cảng nhà tại Guam. Một tháng sau đó, con tàu có mặt ngoài khơi bờ biển Việt Nam để tham gia Chiến dịch Market Time, một hoạt động tuần tra nhằm ngăn chặn và tiêu diệt tàu thuyền của phía Bắc Việt Nam vận chuyển vũ khí và đạn dược xâm nhập vào Nam Việt Nam.
Rời vùng biển Việt Nam vào ngày 10 tháng 12, 1965, Kretchmer quay trở về Apra Harbor, Guam, và ở lại đây cho đến ngày 22 tháng 2, 1966, khi nó lên đường cho một lượt phục vụ khác cùng Đệ Thất hạm đội, kéo dài trong bảy tháng. Nó tiếp tục hoạt động tuần tra trong khuôn khổ Chiến dịch Market Time dọc bờ biển Việt Nam, phối hợp với các tàu Hải quân và Tuần duyên khác cùng được phối thuộc vào Lực lượng Đặc nhiệm 115. Nó cũng bắn hải pháo hỗ trợ cho hoạt động tác chiến của lực lượng Lục quân và Thủy quân Lục chiến trên bộ.
Rời vịnh Subic, Philippines vào ngày 29 tháng 9, 1966, Kretchmer quay trở về cảng nhà Guam để được bảo trì và nghỉ phép cho đến ngày 9 tháng 1, 1967, khi nó lên đường cho lượt phục vụ tiếp theo cùng Đệ Thất hạm đội, kéo dài đến chín tháng. Nó liên tục phục vụ cùng Lực lượng Đặc nhiệm 115 trong suốt các Chiến dịch Market Time vào các năm 1967, 1968 và 1969. Vào ngày 10 tháng 6, 1967, con tàu phối hợp cùng ba xuồng tuần tra cao tốc PCF vây bắt 120 binh lính và 60 xuồng đối phương sau khi nhóm Việt Cộng này bị lực lượng Hàn Quốc vây ép tại Quảng Ngãi. Những tù binh này được lưu giữ trên tàu cho đến khi các tàu nhỏ đưa họ đến các trại tù binh trên bờ.
Con tàu tiếp tục hoạt động dọc bờ biển của biển Đông và vịnh Thái Lan; và xen kẻ giữa các lượt hoạt động và bảo trì, nó tham gia tuần tra tại eo biển Đài Loan, nơi tiềm ẩn nguy cơ xung đột giữa lực lượng Cộng sản với phe Quốc dân Đảng tại Đài Loan. Nó cũng phục vụ như tàu căn cứ tại Hong Kong; viếng thăm Cao Hùng và Cơ Long, Đài Loan để được sửa chữa và tiếp liệu; và đi đến vịnh Subic, Philippines hay Yokosuka, Nhật Bản để được tiếp liệu, đại tu và huấn luyện. Con tàu chuyển cảng nhà trở về Trân Châu Cảng vào tháng 9, 1969.
Kretchmer tiếp tục được điều động sang vùng bờ Đông vào tháng 11, 1969, đi ngang qua San Francisco và Acapulco rồi vượt kênh đào Panama để đến Key West, Florida, nơi nó gia nhập Đội khu trục 601 và phục vụ như một tàu huấn luyện chống tàu ngầm. Nó được cho xuất biên chế tại Key West, Florida vào ngày 1 tháng 10, 1973 trong khi đã rút tên khỏi danh sách Đăng bạ Hải quân một ngày trước đó. Con tàu cuối cùng bị bán để tháo dỡ vào ngày 14 tháng 5, 1974.

## Phần thưởng
Kretchmer được tặng thưởng năm Ngôi sao Chiến trận do thành tích phục vụ trong Chiến tranh Việt Nam.
|             |             |  |
|             |             |  |
|             | Bronze star |  |
| Silver star | Bronze star |  |

| Huân chương Phục vụ Trung Hoa                          | Huân chương Phục vụ Trung Hoa                                               | Huân chương Chiến dịch Hoa Kỳ                                               | Huân chương Chiến dịch Hoa Kỳ                       |
| Huân chương Chiến dịch Châu Á-Thái Bình Dương          | Huân chương Chiến dịch Châu Âu-Châu Phi-Trung Đông                          | Huân chương Chiến dịch Châu Âu-Châu Phi-Trung Đông                          | Huân chương Chiến thắng Thế Chiến II                |
| Huân chương Phục vụ Chiếm đóng Hải quân                | Huân chương Phục vụ Phòng vệ Quốc gia với 1 Ngôi sao Chiến trận             | Huân chương Phục vụ Phòng vệ Quốc gia với 1 Ngôi sao Chiến trận             | Huân chương Viễn chinh Lực lượng Vũ trang           |
| Huân chương Phục vụ Việt Nam với 5 Ngôi sao Chiến trận | Huân chương Anh Dũng Bội Tinh (Việt Nam Cộng Hòa) với 1 Ngôi sao Chiến trận | Huân chương Anh Dũng Bội Tinh (Việt Nam Cộng Hòa) với 1 Ngôi sao Chiến trận | Huân chương Chiến dịch Bội Tinh (Việt Nam Cộng Hòa) |